# 기준선 이동
이동 기준선 ( 슬라이딩 기준선 이라고도 함)은 일반적으로 이전 기준점(기준선)에 대해 시스템을 측정하는 방법에 대한 변경 유형으로, 시스템 자체가 훨씬 이전 상태의 중요한 변경 사항을 나타낼 수 있다.
이 개념은 조경 건축가 Ian McHarg 의 1969년 선언문 Design With Nature 에서 탄생했다.  현대 풍경을 고대인들이 한때 살았던 풍경과 비교한다. 이 개념은 수산업 과학자 Daniel Pauly 가 그의 논문 "Anecdotes and the Shifting Baseline Syndrome of Fisheries"에서 고려됐다. Pauly는 어업 과학자들이 때때로 올바른 " 기준선 " 개체군 크기(예: 인간이 착취하기 전에 어종 개체수가 얼마나 많았는지)를 식별하지 못해 이동된 기준선을 사용하여 작업 하는 어업 관리 와 관련하여 개념을 개발했다. 그는 전문가들이 훼손되지 않은 상태의 어장이 아닌 경력 초기의 어장 상태를 기준으로 삼아 근본적으로 고갈된 어장을 평가하는 방식을 설명한다. 수백 년 전에 특정 종이 번성했던 지역은 장기적인 쇠퇴를 겪었을 수도 있지만, 현재 인구에 대한 적절한 기준점으로 간주되는 것은 이전 수십 년의 수준이며 이러한 방식으로 오랜 기간 동안 생태계나 종의 큰 감소가 감춰졌고 지금도 감춰지고 있다. 각 세대가 "자연스러운" 것을 재정의할 때 발생하는 변화에 대한 인식의 상실이 있다.
대부분의 현대 어업 자원 평가는 역사적 어업을 무시하지 않고 역사적 어획량을 포함하거나 다른 기술을 사용하여 적절한 데이터를 사용할 수 있는 기간이 시작될 때 인구의 고갈 수준을 재구성함으로써 이를 설명한다. 역사적 인구 수준에 대한 일화는 매우 신뢰할 수 없으며 어업을 심각하게 잘못 관리하는 결과를 가져올 수 있다.
이 개념은 Paul Dayton과 Scripps 해양학 연구소 의 다른 사람들에 의해 다시마 숲의 생태학에 더욱 세련되고 적용되었다. 그들은 논문에서 "다시마 숲 공동체의 슬라이딩 기준선, 유령 및 감소된 기대치"라는 용어의 약간 다른 버전을 사용했으며 두 용어 모두 건강한 생태계 기준선이 어떤 모습일지에 대한 기대에서 시간이 지남에 따라 변화하는 것을 의미한다.

## 확장된 의미
2002년 영화제작자 이자 전직 해양생물학자인 랜디 올슨(Randy Olson)은 로스 앤젤레스 타임즈(Los Angeles Times) 에 기고한 글을 통해 기준선 이동의 정의를 확장했다. 그는 변화의 모든 측면에 대한 개념의 관련성과 오늘날 세계의 변화를 알아차리지 못하는 것에 대해 설명했다. 그와 산호초 생태학자인 Jeremy Jackson ( Scripps 해양학 연구소 소속)은 보존 정책에서 개념에 대한 더 넓은 이해와 사용을 촉진하기 위해 2003년에 Shifting Baselines Ocean Media Project를 공동 창립했다.
Shifting Baselines Ocean Media Project는 3개의 창립 파트너(Scripps Institution of Oceanography, The Ocean Conservancy, 및 Surfrider Foundation )에서 20개가 넘는 보존 단체 및 과학 단체로 성장했다. 이 프로젝트는 더 많은 청중에게 용어를 홍보하기 위해 수십 편의 단편 영화, 공익 광고, 사진, 비디오, 스탠드업 코미디 콘테스트와 함께 플래시 비디오를 제작했으며 특히, Shifting Baselines 블로그인 "행성 기억상실의 치료법"은 Seed(잡지) Science Blogs의 Shifting Baselines Ocean Media Project에서 운영된다.
이 개념은 진행 주의력 결핍(Progress Attention Deficit)이라는 라벨을 붙인 Mark Henry에 의해 과소평가되고 천천히 발생되는 긍정적인 변화에 적용되도록 확장되었다.

## 같이 보기
- Bias of an estimator
- Flynn effect
- Observer bias
- Observer-expectancy effect
- Overton window
- Normalization of deviance

## 참고자료
- Dayton PK, Tegner MJ, Edwards PB 및 Riser KL(1998) "미끄러지는 기준선, 유령 및 다시마 숲 공동체의 기대 감소." 생태학적 응용, 8 (2):309-322.
- Papworth SK, Rist J, Coad L 및 Milner-Gulland EJ (2008) "보존 시 기준선 증후군 이동에 대한 증거" Conservation Letters, 2 (2):93-100.
- Pauly, Daniel (1995) "일화 및 어업의 기준선 이동 증후군." 생태학과 진화의 동향, 10 (10):430.
- Pauly, Daniel (2001) "천연 자원 시스템에서 역사적 차원의 정책 관리의 중요성." 보관됨 2008-04-19 - 웨이백 머신 ACP-EU 수산 : 연구 보고서 번호 8.